# 楚江镇 (临武县)
楚江乡，是中华人民共和国湖南省郴州市临武县下辖的一个乡镇级行政单位。

## 行政区划
楚江乡下辖以下地区：
冲头村、城背村、粗石江村、楚江村、顾村、东山村、赤源村、下舟村、上舟村、晓言塘村、龙布江村、莲塘村、矮愁村、富塘村、下城村、塘里村、大溪头村、妙山江村、章山村、敖塘村和杨乌磊村。